# دایسوکه آراکاوا
دایسوکه آراکاوا (انگلیسی: Daisuke Arakawa؛ زادهٔ ۱۹ سپتامبر ۱۹۸۱) ورزشکار دو و میدانی اهل ژاپن است.